# إيفان ياندل
إيفان ياندل هو ممثل تشيكي، ولد في 24 يناير 1937 ببراغ في التشيك، وتوفي بنفس المكان في 21 نوفمبر 1987 بسبب السكري. من الجوائز التي نالها Academy Juvenile Award ‏ سنة 1949.

## أعمال

### أفلام
- (1948) البحث

## جوائز
- Academy Juvenile Award [الإنجليزية]‏ (1949)

## وصلات خارجية
- إيفان ياندل على موقع IMDb (الإنجليزية)
- إيفان ياندل على موقع أول موفي (الإنجليزية)
- إيفان ياندل على موقع قاعدة بيانات الأفلام السويدية (السويدية)
- إيفان ياندل على موقع قاعدة بيانات الفيلم (الإنجليزية)
- إيفان ياندل على موقع كينوبويسك (الروسية)